# Vasil Andoni
Vasil Andoni (nevének ejtése vasil andɔni; Ilbaszan, Oszmán Birodalom, 1901. január 28. – Róma, Olaszország, 1994. július 13.) albán politikus, tanár. A második világháborúban aktív nacionalista Nemzeti Front vezetőségi tagja volt.

## Életútja
A konstantinápolyi Robert College-ban végezte tanulmányait, majd szülővárosa, Elbasan tanítóképző intézetében (Shkolla Normale) vállalt állást. 1939-ben egy tiranai középiskola tanára lett, az 1940-es évek elején pedig Prishtinában oktatott.
1942-ben csatlakozott a Midhat Frashëri vezette nacionalista Nemzeti Fronthoz, és annak főtitkára lett. A kommunisták irányította Nemzeti Felszabadítási Mozgalom és a Nemzeti Front közötti polgárháborús villongások idején, 1943 végén csatlakozott a közép-albániai hegyekben harcoló Nemzeti Front-alakulatokhoz. Párttársaival ellentétben ellenezte a német megszállókkal való kollaborálást.
A kommunista partizánbrigádok mindent elsöprő előretörését látva a Nemzeti Front más vezetőivel – Frashërival, Ali Këlcyrával és Hasan Dostival – együtt 1944. október 18-án Shkodrát elhagyva egy kis halászhajóval tengerre szálltak, s október 23-án kikötöttek a dél-olaszországi Brindisiben. Először Rómában telepedett le, és publicisztikákat írt az Albania libre (’Szabad Albánia’), valamint a Flamuri (’Zászló’) című antikommunista lapokba. 1949-ben Midhat Frashërival együtt New Yorkba emigrált, és haláláig az amerikai emigráns albánság egyik vezető alakja volt. Soha nem tért vissza szülőföldjére.